# Arcus (nubi)

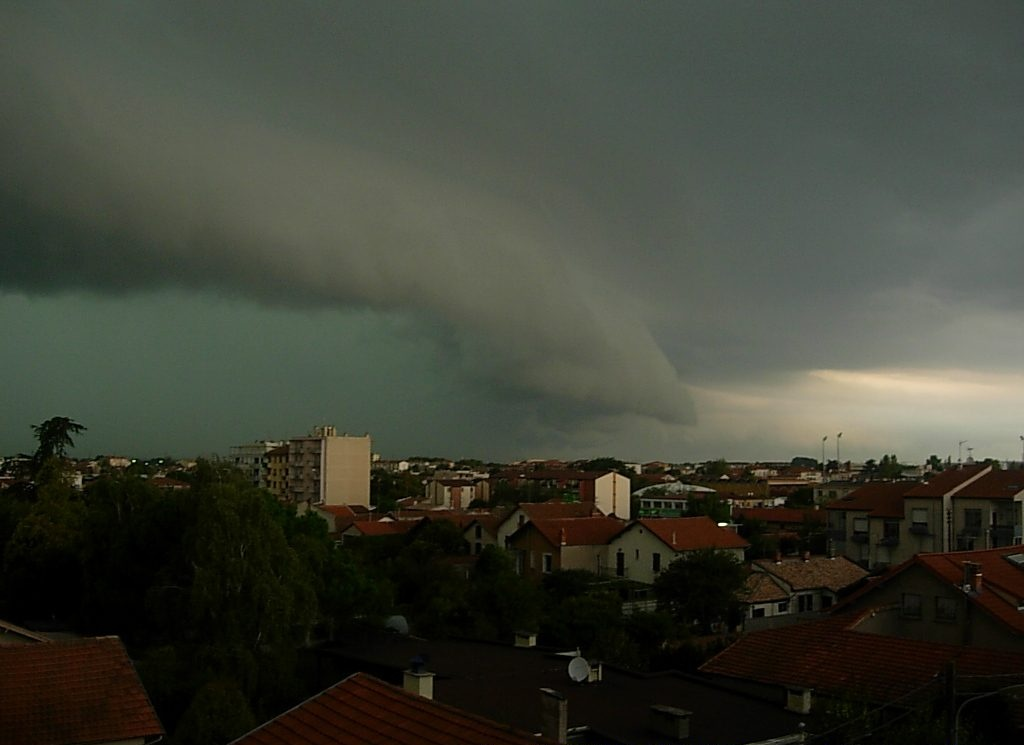
Arcus del tipo a barriera sopra Tolosa (Francia).

In meteorologia, la dizione di arcus (dall'analoga parola in latino, con il significato di "arco"), è una tipologia di nubi basse aventi la forma di un rotolo o di un arco allungato su un piano orizzontale e che fanno la loro comparsa nel corso di un temporale e sono posizionate subito davanti al fronte delle precipitazioni, siano esse piovose, nevose o di grandine. L'arcus è in genere di colore scuro, di aspetto minaccioso e associato generalmente a nubi del genere cumulonimbus, e più raramente a cumulus di piccola apertura..

## Descrizione
L'aspetto dell'arcus è tipicamente minaccioso con un colore che va dal blu al grigio scuro; le sue dimensioni sono in genere imponenti con una lunghezza che può arrivare ad alcuni chilometri. L'arcus si posiziona alla base di un cumulonimbus da cui si distacca nettamente a causa della maggior vicinanza al suolo (al più di qualche centinaio di metri) rispetto al resto del temporale. Anche il colore omogeneo e il limite netto che marca tra il fronte della perturbazione e le precipitazioni che lo seguono immediatamente (linea dei groppi), permettono di identificarlo in modo agevole. La sua estensione inizialmente sviluppata in senso longitudinale, evolve poi nel senso della perturbazione.

## Formazione

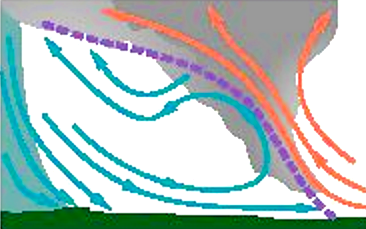
L'incontro tra l'aria fredda (in blu) discendente e l'aria calda e umida (in rosso) dell'ambiente temporalesco genera un arcus con rotazione della goccia fredda.

Quando un cumulonembo giunge a maturità, le correnti convettive ascendenti di aria calda non sono più in grado di trattenere in sospensione le gocce d'acqua all'interno della nube, che pertanto comincia a cadere verso il suolo sotto forma di precipitazioni trascinando al suo seguito una corrente discendente al suo fianco. Questa corrente convoglia aria fredda proveniente da altitudini anche molto elevate (che possono superare i 10 000 metri) fino quasi al livello del suolo, al di sotto delle correnti calde ascendenti.
Questa massa d'aria fredda e densa, detta goccia fredda, può sollevare su piccola scala (al massimo qualche centinaio di metri) l'aria calda posizionata davanti alla perturbazione, che si presenta come una coltre di nubi poco spesse. Questa coltre, staccata dal resto della nube e dal suolo dal fronte delle raffiche (la zona di raffiche di vento immediatamente precedenti la pioggia), si avvolge in orizzontale dando luogo all' arcus, che può estendersi anche in modo considerevole e assumere un aspetto minaccioso.